# Börsenbrief
Börsenbriefe (seltener auch Aktienbriefe genannt) sind regelmäßig erscheinende Publikationen, die Finanzanalysen und meist auch Kauf- und Verkaufsempfehlungen für einzelne Wertpapiere enthalten. Börsenbriefe folgen oftmals einer definierten Anlagestrategie wie z. B. dem wertorientierten Anlegen und fokussieren sich auf ausgewählte Märkte. Zu den Märkten gehören nicht nur die einzelnen Länder oder Handelsplätze für Aktien, Anleihen und Derivate, sondern auch Rohstoffe (z. B. Edelmetalle oder landwirtschaftliche Erzeugnisse). Manche Börsenbriefe führen ein eigenes Musterdepot, aus dem sich die Erfolge ihrer Empfehlungen ablesen lassen. Es gibt keine aktuelle fundierte Untersuchung zu Umfang und Qualität von Börsenbriefen in Deutschland. Im Online-Vertrieb „Boersenkiosk.de“ werden 40 regelmäßig erscheinende renommierte Börsenbriefe angeboten (Stand Mai 2020). Die Herausgeber fokussieren sich auf das Abo-Geschäft mit Laufzeiten ab drei Monaten, wohin im „Boersenkiosk.de“ einzelne Ausgaben in PDF-Format anonym erworben werden können. Im Vergleichsportal „Lettertest“ werden 87 Börsenbriefe aufgeführt. Da nicht alle Börsenbriefe dort geführt werden, insbesondere nicht die meisten traditionellen Börsenbriefe, ist von deutlich mehr als 100 Börsenbriefen in Deutschland auszugehen (Stand Mai 2020). Zu beachten ist, dass es abhängige und unabhängige Börsenbriefe gibt, je nach Zielsetzung des Herausgebers.

## Kritik und öffentliche Wahrnehmung
2004 warnte die Stiftung Warentest, dass die „heißen Tipps“ der Börsenbriefe oft fragwürdig seien. Zudem würden sich die kostenpflichtigen Briefe vor allem für Kleinanleger nicht lohnen. Banken bieten ähnliche Info-Dienste gratis an.
Die Bundesanstalt für Finanzdienstleistungsaufsicht (BaFin) spricht auf ihrer Website unter der Überschrift „Was ist von Empfehlungen und Musterdepots in Börsenbriefen, Telefon-Hotlines etc. zu halten?“ einige Warnungen in Bezug auf Börsenbriefe aus:
- Da Börsenbriefe die Meinung ihres Verfassers wiedergeben, sollte der Verfasser seine Einschätzung mit Fakten belegen, die der Verbraucher nachvollziehen kann. Falls es an solchen Fakten fehlt und der Verfasser lediglich eine nicht weiter begründete, häufig außerordentlich positive Meinung kundtut, sollte der Verbraucher „äußerst zurückhaltend sein“.
- Der Anleger sollte sich nicht unter Zeitdruck setzen lassen.
- Da es an den Wertpapiermärkten nichts geschenkt gibt gilt: „Wo (scheinbar) hohe und schnelle Gewinne winken, gibt es immer auch ein entsprechend hohes Risiko – bis hin zum Totalverlust Ihres eingesetzten Kapitals“

Gleichwohl fehlt es an jeder Art von Regulierung durch die BaFin oder andere Institutionen und jeder Art von Qualitätssicherung hinsichtlich vergleichbarer und objektiver Angaben zur Performance, Volatilität, Risikomanagement, Strategie, Angaben zu Vorhandensein, Umfang und Startzeitpunkt von Real- bzw. Echtgelddepots, Qualifikation und Erfahrung des Managements, dem Vorhandensein und Umfang einer eigenen Research-Abteilung, Abhängigkeit des Managements, des Verfassers und des Verlags von anderen Finanzinstitutionen, Angaben zur längsten Gewinnphase und längsten Verlustphase und zum größten prozentualen Verlust sowie Angabe zu weiteren Börsenbriefen oder anderen Publikationen des Verfassers, des Management und des Verlags, die Rückschlüsse darauf zulassen, wie viel Zeit dem Verfasser zur Recherche und Erstellung des Börsenbriefs zur Verfügung steht sowie schließlich der jährlichen Kosten des Börsenbriefs, der Kündigungsfrist und der Mindestbestelldauer.
Im Idealfall ist die Redaktion eines Börsenbriefs unabhängig, das heißt, es bestehen keine Interessensverquickungen mit Investmentbanken, Investmentfonds oder sonstigen Institutionen oder Personen, die auf eigene oder fremde Rechnung mit Wertpapieren handeln. Dies soll die Objektivität der veröffentlichten Informationen sicherstellen. Ob und bei wie vielen Börsenbriefen dieser Idealfall tatsächlich vorliegt, ist immer wieder Gegenstand von Mutmaßungen und Spekulationen. Dennoch haben Börsenbriefe neben ihrer Unabhängigkeit einige weitere Vorteile gegenüber großen Kapitalanlagegesellschaften und Fondsmanagern: Letztere bewegen sehr große Volumina und sind damit auch an die hauseigenen und gesetzlichen Anlagegrenzen gebunden. Weiterhin müssen sich Fondsmanager an der vorgegebenen Benchmark orientieren. Börsenbrief-Redaktionen können jedes beliebige Wertpapier ins Portfolio aufnehmen und auch antizyklisch handeln.
Ein gewisses Qualitätsmerkmal eines Börsenbriefes ist die Dauer des Erscheinens. Wie alle Produkte, welche die selbst gegebenen Versprechen nicht einhalten können, werden Börsenbriefe bei mangelndem Kundeninteresse eingestellt. Am deutschen Markt werden einige Börsenbriefe bereits seit Jahrzehnten publiziert.
Börsenbriefe werden häufig mit dem Vorwurf des Front Running und Scalping konfrontiert. Außerdem besteht die Gefahr, dass die Autoren von Börsenbriefen mit gekauften Artikeln Marktmanipulation betreiben. Von besonderem öffentlichen Interesse sind die Verfahren gegen einen Anlegerschützer und die Verfahren im Zusammenhang mit der Kursmanipulation des Unternehmens De Beira Goldfields.
Am 6. September 2017 veröffentlichte Focus online bzw. Focus Money online unter dem Titel „Geheimtipps von Anlageprofis – Besser als der Bankberater: So helfen Börsenbriefe bei der erfolgreichen Geldanlage“ Werbung für einen Börsenbrief, der offensichtlich aus dem eigenen Hause stammt. Aufgrund einer Beschwerde beim Deutschen Presserat wegen unzureichender Trennung zwischen redaktionellen Inhalten und Werbung wurde der Artikel gelöscht.

## Qualität und Performance von Börsenbriefen
Auch wenn die Empfehlungen von einigen Börsenbriefen ebenso wie die Einschätzungen von Banken und Research-Häusern von unabhängigen Dienstleistern statistisch ausgewertet werden, liegt aktuell (Stand 2017) keine öffentlich verfügbare Auswertung vor. Bei einer nicht repräsentativen Auswertung im Auftrag von zwei Verlagen von 22 von ihnen herausgegebenen Börsenbriefen im Jahr 2004 fand die WSH Deutsche Vermögenstreuhand heraus, dass Börsenbriefe oft eine bessere Performance haben als mancher bekannte Vermögensverwalter; Börsenbriefe beziehen ihre Informationen häufig nur aus zweiter Hand und haben nur gelegentlich eigene kleine Analyseabteilungen. Die Herausgeber der Börsenbriefe messen sich öffentlich an der angeblichen Wertentwicklung ihrer Empfehlungen. Ein beliebtes Instrument hierfür sind Börsenspiele und Musterdepots, die öffentlich geführt werden. Jährlich finden diverse Börsenspiele statt, die Ergebnisse solcher Börsenspiele sind jedoch von den jeweiligen Rahmenbedingungen abhängig und bieten kaum einen Anhaltspunkt über die Qualität der Tippgeber. Einige Börsenbriefe betreiben auch ein Echtgeld-Depot,  was als Indikator für eine valide Strategie gewertet werden kann.
Ein seriöser Börsenbrief sollte nachweisen können, dass die angegebene Rendite tatsächlich erzielt wurde. Dann kann der Leser nachvollziehen, ob es tatsächlich einen Benefit gegenüber einem passiven Investment in einem ETF gibt. Es gibt auch kostenlose Börsenbriefe, die oft von Banken herausgegeben werden oder auch von Verlagen.

## Übersicht der Börsenbriefe

### Traditionelle Börsenbriefe (seit den 1990er Jahren oder länger bestehend)
Angegeben sind die Renditen gemäß einer Auswertung der Zeitschrift Manager Magazin als Durchschnitt der Renditen der Jahre 1992/93, 1993/94, 1994/95 und 1995/96:
- Börsensignale  18,30 %
- Finanzwoche  17,25 %
- Platow Brief  14,68 %
- Frankfurter Börsenbriefe  14,10 %
- Fuchsbriefe  13,47 %
- Briefe an Kapitalanleger  13,15 %
- BID-Börsenbrief  12,68 %
- Kapitalanlagen  12,45 %
- Die Actien-Börse  12,35 %
- Zürcher Finanzbrief  11,98 %
- Börse Online  11,55 %
- Das Wertpapier 10,95 %
- Börse Lukrativ  9,72 %
- Hanseatischer Börsendienst   9,12 %
- Effecten-Spiegel  8,08 %
- Aktientrend  7,33 %
- Geldbrief 3,58 %
- Swingtrend  2,42 %

Zur Einordnung: Die Rendite des DAX lag bei ähnlicher Berechnungsweise für diesen Zeitraum zwischen 11 % und 12 %.

### Neuere Börsenbriefe
Übersicht der im Vergleichsportal Lettertest als „beste“ gelisteten Börsenbriefe mit Angabe des Verlags und Jahr des erstmaligen Erscheinens:
- Cleverselect Investments M.G. Börsen-Service – seit August 2008
- Der Goldreport Der Goldreport Ltd – seit Januar 2003
- DaxWaver Charttechnische Analysen DaxWaver – seit Oktober 2009
- Boersenmillionaer.de Premium-Börsenbrief Boris Schulze – seit Januar 2008
- das Hebeldepot Boris Schulze – seit August 2015
- Boerse-Daily.de FSG Financial Services Group – seit November 2011
- DaxVestor ATLAS Research – seit Januar 2004
- boersianer.info – Hankes Börsenbrief Ulrich W. Hanke – seit November 2014
- Böhms DAX-Strategie ATLAS Research – seit Januar 2012
- INLINE REPORT smart fintech solutions GmbH – seit Dezember 2016
- Heibel-Ticker Stephan Heibel – seit März 2000
- TradingBrothers – seit November 2012
- Die Rendite-Spezialisten ATLAS Research – seit Januar 2015
- BÖRSE am Sonntag Weimer Media Group GmbH – seit Januar 2000